# 布拉克蒙
布拉克蒙（法語：Bracquemont，法語發音：[bʁakmɔ̃]）是法国滨海塞纳省的一个旧市镇，属于迪耶普区。

## 地理
布拉克蒙（49°56'26"N, 1°8'43"E）面积4.84 平方千米，位于法国诺曼底大区滨海塞纳省，该省份为法国北部沿海省份，其西部及北部濒大西洋英吉利海峡，东起顺时针与索姆省、瓦兹省、厄尔省和卡爾瓦多斯省接壤。
与布拉克蒙接壤的市镇（或旧市镇、城区）包括：昂库尔、滨海贝尔维尔、迪耶普、格雷日、马丹埃格利斯。

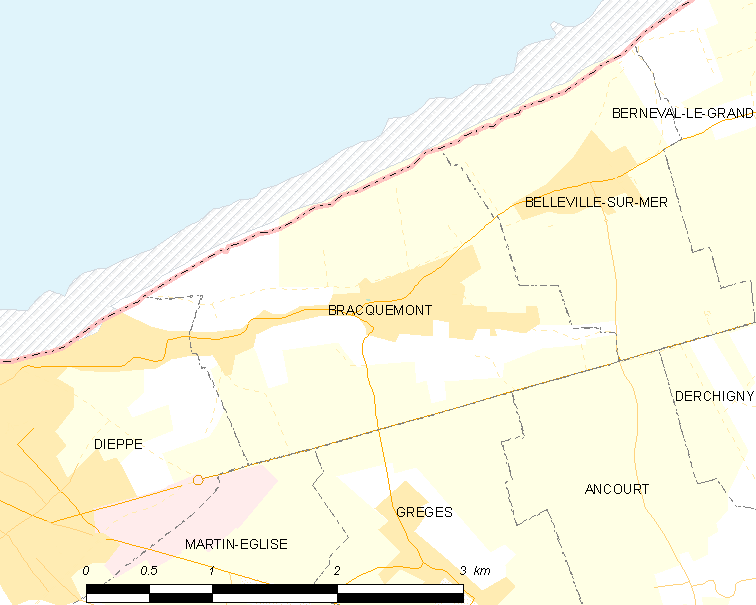
布拉克蒙的OSM定位图

布拉克蒙的时区为UTC+01:00、UTC+02:00（夏令时）。

## 行政
布拉克蒙的邮政编码为76370，INSEE市镇编码为76137。

## 政治
布拉克蒙所属的省级选区为迪耶普第二县。

## 人口

1962-2008年间布拉克蒙人口变化图示

布拉克蒙于2018年1月1日时的人口数量为854人。